# Barbara Dex Award
Der Barbara Dex Award war ein jährlicher vergebener Fan-Preis zu Ehren des auffälligsten (bis 2018 des schlechtesten) Outfits beim Eurovision Song Contest.

## Geschichte
Der Preis wurde 1997 von Edwin van Thillo und Rob Paardekam, den Gründern der niederländischen Fanwebsite The House of Eurovision gegründet. Der Name bezieht sich auf die belgische Sängerin Barbara Dex. Diese belegte beim Eurovision Song Contest 1993 den 25. und letzten Platz und fiel vor allem durch ein selbstgenähtes, halbdurchsichtiges Kleid auf. Die erste Preisträgerin wurde die Sängerin Debbie Scerri aus Malta. 1999 wurde der Preisträger erstmals durch eine öffentliche Abstimmung gewählt.
2016 wurde The Houses of Eurovision geschlossen und die Vergabe des Preises wurde von nun an von songfestival.be vergeben. Für den Eurovision Song Contest 2019 wurden die Kriterien der Vergabe geändert. Nun sollte nicht mehr das schlechteste, sondern das auffälligste Outfit prämiert werden. 
Am 13. März 2022 wurde bekanntgegeben, dass die Vergabe des Barbara Dex Awards eingestellt wird. Als Grund wurde die grundsätzlich negative Assoziation des Preises genannt. Stattdessen solle in Zukunft der You're a Vision Award verliehen werden, welcher Kreativität, Diversität und Positivität fördern solle.

## Preisträger
Insgesamt wurde der Preis 24 mal verliehen. Nordmazedonien, Portugal und Serbien gewannen den Preis je zwei Mal.
| Jahr | Land           | Teilnehmer          | Lied                 | Platzierung | Bild |
| ---- | -------------- | ------------------- | -------------------- | ----------- | ---- |
| 1997 | Malta          | Debbie Scerri       | Let Me Fly           | 9           |      |
| 1998 | Deutschland    | Guildo Horn         | Guildo hat euch Lieb | 7           |      |
| 1999 | Spanien        | Lydia               | No quiero escuchar   | 23          |      |
| 2000 | Belgien        | Nathalie Sorce      | Envie de vivre       | 24          |      |
| 2001 | Polen          | Piasek              | 2 Long               | 20          |      |
| 2002 | Griechenland   | Michalis Rakintzis  | S.A.G.A.P.O          | 17          |      |
| 2003 | Russland       | T.A.T.u.            | Ne ver', ne boysia   | 3           |      |
| 2004 | Rumänien       | Sanda Ladoși        | I Admit              | 18          |      |
| 2005 | Nordmazedonien | Martin Vučić        | Make My Day          | 17          |      |
| 2006 | Portugal       | Nonstop             | Coisas de nada       | 19 (SF)     |      |
| 2007 | Ukraine        | Verka Serduchka     | Dancing Lasha Tumbai | 2           |      |
| 2008 | Andorra        | Gisela              | Casanova             | 15 (SF)     |      |
| 2009 | Ungarn         | Zoli Ádok           | Dance with Me        | 15 (SF)     |      |
| 2010 | Serbien        | Milan Stanković     | Ove je Balkan        | 13          |      |
| 2011 | Georgien       | Eldrine             | One More Day         | 9           |      |
| 2012 | Albanien       | Rona Nishliu        | Suus                 | 5           |      |
| 2013 | Serbien        | Moje 3              | Ljubav je svuda      | 11 (SF)     |      |
| 2014 | Litauen        | Vilija Matačiūnaitė | Attention            | 11 (SF)     |      |
| 2015 | Niederlande    | Trijntje Oosterhuis | Walk Along           | 14 (SF)     |      |
| 2016 | Kroatien       | Nina Kraljić        | Lighthouse           | 23          |      |
| 2017 | Montenegro     | Slavko Kalezić      | Space                | 16 (SF)     |      |
| 2018 | Nordmazedonien | Eye Cue             | Lost and Found       | 18 (SF)     |      |
| 2019 | Portugal       | Conan Osíris        | Telemóveis           | 15 (SF)     |      |
| 2021 | Norwegen       | TIX                 | Fallen Angel         | 18          |      |